# خشم (فیلم اکشن ۲۰۱۴)
خشم با نام اصلی توکارِف فیلم اکشن و جنایی، محصول کشور ایالات متحدهٔ آمریکا است. این فیلم به کارگردانی پاکو کابساس بوده و نیکولاس کیج در آن نقش‌آفرینی کرده‌است.

## داستان
پل و دوستش، کین، در زندگی‌ای سرتاسر جرم و جنایت زندگی می‌کنند. در یک شب، آنها جلوی یکی از گانگسترهای روسی را که در حال حمل پول برای رئیسش بود، گرفته و در کنار پول‌ها، چیز دیگری را به سرقت می‌برند: یک اسلحهٔ روسی به نام توکارف...

## بازیگران
- نیکلاس کیج
- ریچل نیکولز
- پیتر استرمر
- دنی گلاور
- مکس ریان
- جود لورماند

## توسعه

### فیلم‌برداری
فیلمبرداری فیلم در ژوئن ۲۰۱۳ در منطقهٔ موبیل در ایالت آلاباما شروع شد.

## پیوند
توکارف در بانک اطلاعات اینترنتی فیلم‌ها